# Jewgeni Wladimirowitsch Kusnezow
Jewgeni Wladimirowitsch Kusnezow (russisch Евгений Владимирович Кузнецов; * 12. April 1990 in Stawropol, Russische SFSR, UdSSR) ist ein russischer Wasserspringer. Er tritt beim Kunstspringen vom 1-m- und 3-m-Brett sowie beim 3-m-Synchronspringen an.
Bei den Europameisterschaften 2010 in Budapest gewann Kusnezow mit Bronze vom 3-m-Brett seine erste internationale Medaille. Noch erfolgreicher verliefen die folgenden Europameisterschaften 2011 in Turin, bei der er Gold vom 1-m-Brett und zusammen mit Ilja Sacharow im 3-m-Synchronspringen sowie Bronze vom 3-m-Brett gewann.
Kusnezow nahm 2009 in Rom erstmals an den Weltmeisterschaften teil, konnte sich jedoch nicht für ein Finale qualifizieren. Dies gelang ihm jedoch 2011 in Shanghai. Vom 1-m-Brett belegte er im Finale Rang sieben und vom 3-m-Brett konnte er Bronze gewinnen. Kusnezow und sein Landsmann Sacharow, der Silber gewann, waren damit die ersten Springer, die bei diesen Weltmeisterschaften einen Chinesen hinter sich lassen konnten. Im 3-m-Synchronspringen gewann er mit Sacharow zudem die Silbermedaille.